# Štěpán Vachoušek
Štěpán Vachoušek (Duchcov, 1979. július 26.) cseh válogatott labdarúgó. Jelenleg az FK Teplice játékosa.

## Klubcsapatokban
Profi pályafutását az FK Teplice együttesénél kezdte, ahol egy szezont töltött. Ezután következett a Česká Lípa (1998–1999), majd visszaigazolt Teplicebe. Szinte szezononként váltogatta klubjait és igazán egyetlen helyen sem tudott huzamosabb ideig maradni. Ezek a következő együttesek voltak: SC Xaverov (2000–2001), Chmel Blšany (2001), FK Teplice (2001–2002), SK Slavia Praha (2002–2003).
A 2003–2004-es szezonban Franciaországba az Olympique Marseille csapatába igazolt, de a bajnokság végén innen is távozott. 2004-ben került az Austria Wienhez és négy szezont töltött el a bécsi klubnál. Négy bajnoki idény alatt 53 alkalommal kapott szerepet, melyeken ötször volt eredményes. 2008-ban visszaigazolt a Teplicehez és egy rövid kitérőt követően azóta is a klub játékosa.

## Válogatottban
A cseh U21-es válogatottban 2000 és 2002 között 20 alkalommal játszott és 7 gólt szerzett. A 2002-ben U21-es Európa-bajnoki címet nyert U21-es válogatott tagjaként.
A felnőtt válogatottban 2002 és 2006 között kapott lehetőséget és összesen 23 alkalommal lépett pályára. Tagja volt a 2004-es labdarúgó-Európa-bajnokságon részvevő válogatott keretének.

## Sikerei, díjai
Csehország U21
- U21-es Európa-bajnokság:
  - 1. hely (1): 2002

Csehország
- Európa-bajnokság:
  - 3. hely (1): 2004

Olympique Marseille
- UEFA-kupa:
  - 2. hely (1): 2003-04

FK Austria Wien
- Osztrák bajnokság
  - 1. hely (1): 2005-06
- Osztrák kupa: 
  - 1. hely (3): 2005, 2006, 2007

FK Teplice
- Cseh kupa
  - 1. hely (1): 2009

## Külső hivatkozások
- Profil a Cseh labdarúgó-szövetség honlapján (csehül)